# The Book of Mormon Movie, Vol. 1: The Journey
The Book of Mormon Movie, Vol. 1: The Journey (dt.: Der Buch Mormon Film – Teil 1: Die Reise) ist eine Verfilmung der ersten beiden Bücher des Buches Mormon mit Noah Danby als Prophet Nephi in der Hauptrolle. Regie führte Gary Rogers, das Drehbuch verfasste der Regisseur selbst zusammen mit Craig Clyde. Die Uraufführung fand am 12. September 2003 in einigen Kinos in Utah, USA statt.

## Handlung
Der Film spielt im Jerusalem des Jahres 600 v. Chr., also während der Herrschaft des Königs Zedekiah. Er erzählt die Geschichte des Propheten Lehi, seiner Frau Saria und ihrer vier Söhne Laman, Lemuel, Sam und Nephi. Der Film erzählt die Reise dieser Familie, aus dem Nahen Osten in die Neue Welt.
Nachdem Lehi die Zerstörung Jerusalems vorausgesagt hatte, muss er mit seiner Familie vor aufgebrachten Einwohnern, die ihm nach dem Leben trachten, in das wüstenartige Umland Jerusalems fliehen. In der Nähe von Jerusalem campiert die Familie. Lehi schickt Nephi und seine Brüder zurück nach Jerusalem, um die befreundete Familie Ishmaels sowie im Besitz von Laban befindliche, religiös bedeutsame Messingtafeln, auf denen Worte der alten Propheten verzeichnet sind, aus der Stadt zu retten. Dabei kommt es zu einer Auseinandersetzung zwischen Nephi und Laban, der letzterer zum Opfer fällt. Labans nun herrenloser Diener händigt Nephi die Messingtafeln aus und schließt sich ebenso wie die Familie Ishmaels der Gruppe an. Mit den Messingtafeln in die Wüste zu Lehi zurückgekehrt, verheiraten sich die Kinder Lehis mit denen Ishmaels.
Lehi hat einen Traum, der ihm symbolisch den schmalen Pfad zu Christus zeigt. Auf Grund dieses Traums ruft er Laman, Lemuel und Sam dazu auf, sich ihrem Bruder Nephi unterzuordnen, der gleich ihm selbst Prophet sei. Laman und Lemuel aber wären gerne selbst die Anführer der Gemeinschaft und kämpfen gegen Nephi, bis ihr Vater mit einem Machtwort für Ruhe unter den Geschwistern sorgt. Wenig später erfährt Nephi in einer göttlichen Vision vom verheißenen Land in Amerika.
Ishmael stirbt an Altersschwäche, und die Gemeinschaft verlässt ihr Camp in der Wüste und wandert ans Meer. Lehi findet eines Morgens vor seinem Zelt einen magischen Gegenstand, das Liahona, das ähnlich wie ein Kompass funktioniert und ihnen so bei ihrer weiteren Reise hilft. Erneut lehnen sich Laman und Lemuel gegen ihren Bruder Nephi auf, doch mit Hilfe der Macht Gottes macht er sie sich gefügig. Gemeinsam bauen die Brüder ein Schiff, mit dem sie in See stechen, um über das Meer zum verheißenen Land in Amerika zu gelangen. Auf seinem Sterbebett im verheißenen Land ermahnt Lehi seine Söhne Laman und Lemuel letztmals, auf Nephi zu hören. Doch die beiden versuchen wiederum, Nephi zu töten. Diesmal flüchtet Nephi gemeinsam mit dem ihm ergebenen Sam in die Wildnis, wo die beiden beginnen, eine Stadt zu erbauen. Sam erfährt, dass die rebellischen Brüder Laman und Lemuel gegen Nephi und seine Anhänger Krieg führen wollen und eine Armee angeworben haben. In Besorgnis um sein Volk beginnt Nephi, sich ebenfalls zu rüsten.

### Verfilmte Bücher
Verfilmt wurden zwei Teile des Buches Mormon, nämlich das erste und zweite Buch Nephi. In einer Vision Nephis wird außerdem Christus’ Besuch in Amerika kurz gezeigt, eine Szene aus dem dritten Buch Nephi.
Im Filmvorspann wird ein Treffen zwischen Moroni und Joseph Smith gezeigt, bei dem er die Goldplatten bekommt, die er anschließend übersetzt und als Buch Mormon veröffentlicht.

## Hintergrund
Gary Rogers Inspiration war der Film Die zehn Gebote (1956) von Cecil B. DeMille. Rogers stellte sich das Buch Mormon als einen langen historischen Monumentalfilm vor. Sein Plan ist es, das ganze Buch in neun Filmen zu veröffentlichen. Der Film wurde für nur 1,5 Millionen Dollar produziert. Er spielte 1.680.020 Dollar in den USA ein. Der Film dauert 2 Stunden. Der DVD-Version ist zu entnehmen, dass die erste Fassung 2 Stunden und 40 Minuten lang war.
Hauptdarsteller Danby hatte das Buch Mormon noch nie gelesen, bevor er den Film drehte. Er ist gläubiger Lutheraner und sagte in einem Interview mit dem Hollywood Reporter, dass er sich während der Dreharbeiten wegen religiöser Unterschiede nicht wohl fühlte, den Film zu machen, das Rollenangebot aber angenommen habe, um Erfahrungen in der Schauspielerei zu sammeln.
Die Wüstenszenen wurden in Utah im Frühling gedreht. Das „große und geräumige Gebäude“ war eine 1,5 Meter große Miniatur. Das Schiff in der Szene, in der die Familie das verheißene Land erreicht, erscheint nicht in der Kinoversion, sondern wurde für die DVD-Version digital zur Szene hinzugefügt. Der Kostümdesigner orientierte sich für seine Arbeit an mormonischer Kunst und mormonischen Illustrationen.

## Soundtrack

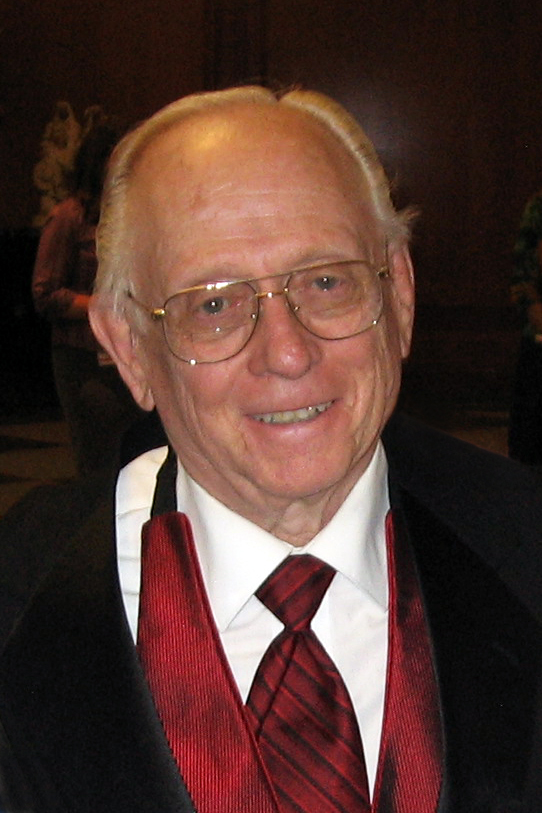
Robert C. Bowden, der Komponist des Films, leitete von 1974 bis zu seinem Ende im Jahre 1999 das Mormon Youth Symphony and Chorus. Dieser Chor gehörte der Kirche Jesu Christi der Heiligen der Letzten Tage an.

Der Soundtrack wurde im Jahre 2003 veröffentlicht. Der Komponist ist Robert C. Bowden.

### Tracks
1. Prologue – Joseph Meets Moroni (01:48)
2. Main Theme (02:31)
3. Playing Ball (00:19)
4. I Nephi (01:48)
5. Lucan Gets Laban (01:39)
6. We Shall Never See This House Again (01:32)
7. Leaving Jerusalem (01:34)
8. In The Presence Of Diety (02:26)
9. Brothers Return From Brass Plates (01:38)
10. Laman’s Chase (00:48)
11. Nephi Sneaking Into Jerusalem (02:15)
12. Beheading Of Laban (02:28)
13. Returned To The Tent Of My Father (00:38)
14. Return For Ishmael’s Family (01:15)
15. Love Theme (03:37)
16. Nephi’s Vision (03:26)
17. Wedding & Celebration (02:55)
18. Wandering In The Desert (02:36)
19. Ishmael’s Death / Bountiful (03:03)
20. Enticing (01:35)
21. Storm At Sea (03:00)
22. The Promised Land (03:42)
23. Lehi’s Death (03:33)
24. Attack At Night (00:48)
25. I Miss My Brothers (02:25)
26. Sam’s Journey (00:53)
27. Lamanites (02:29)
28. End Theme (05:37)
29. Forever Will Be (03:50)

## Fortsetzung
Für eine geplante Fortsetzung namens The Book of Mormon Movie Volume II: Zarahemla wurde ein Drehbuch geschrieben, das Projekt wurde allerdings nie realisiert.

## Kritik
Die Billigproduktion wurde von Mormonen wie Nichtmormonen verrissen. Der Film wurde von der Branchenzeitschrift Variety gelobt, aber vom Austin Chronicle als schlecht empfunden.